# 1735 en littérature
| Années de la littérature : 1732 - 1733 - 1734 - 1735 - 1736 - 1737 - 1738    |
| Décennies de la littérature : 1700 - 1710 - 1720 - 1730 - 1740 - 1750 - 1760 |

Cet article présente les faits marquants de l'année 1735 en littérature.

## Événements
- 1er mars : premier numéro de la revue littéraire Observations sur les écrits modernes, qui parait à Paris jusqu’au 31 août 1743 fondée par  Guyot Desfontaines, et co-rédigée avec François Granet[1].
- 25 juin : Engraving Copyright Act ; le Parlement britannique approuve la loi Hogarth qui protège les droits d'auteur[2].
- 9 juillet  : Samuel Johnson épouse Elizabeth Porter à l'Église de Saint-Werburgh de Derby[3].
- 4 août : un jury de New York déclare John Peter Zenger l'éditeur du New York Weekly Journal, non coupable de diffamation et de sédition[4].
- 6 décembre : institution à Covent Garden de la Sublime Society of Beef Steaks par John Rich, William Hogarth et George Lambert[5].

- 1735-1738 : Voltaire rédige Le Siècle de Louis XIV, remanié jusqu’en 1768[6].

## Parutions
- Jean-Baptiste Du Halde, Description géographique, historique, chronologique, politique et physique de l'Empire de la Chine et de la Tartarie chinoise, vol. 1, Paris, P. G. Le Mercier, 1735 (présentation en ligne), en quatre volumes 234, composés à partir des Lettres édifiantes et curieuses.

- Новый и краткий способ к сложению российских стихов с определениями до сего надлежащих званий ( « Méthode nouvelle et concise pour composer des vers russes »), traité de Vassili Trediakovski qui fait de lui le précurseur du classicisme russe[7].

- Claudine Guérin de Tencin, Mémoires du comte de Comminge, La Haye, Jean Néaulme, 1735 (présentation en ligne), un des premiers romans comportant des éléments gothiques.

## Naissances
- 31 décembre : J. Hector St John de Crèvecoeur (Michel Guillaume Jean de Crèvecoeur, dit J. Hector St John), écrivain américano-normand († 1813)

## Décès
- 1er septembre : Christian Gottfried Hoffmann, juriste et historien prussien (né en 1692)